# Keelingkurvan

Keelingkurvan: atmosfärisk halt av koldioxid vid toppen av Mauna Loa, Hawaii

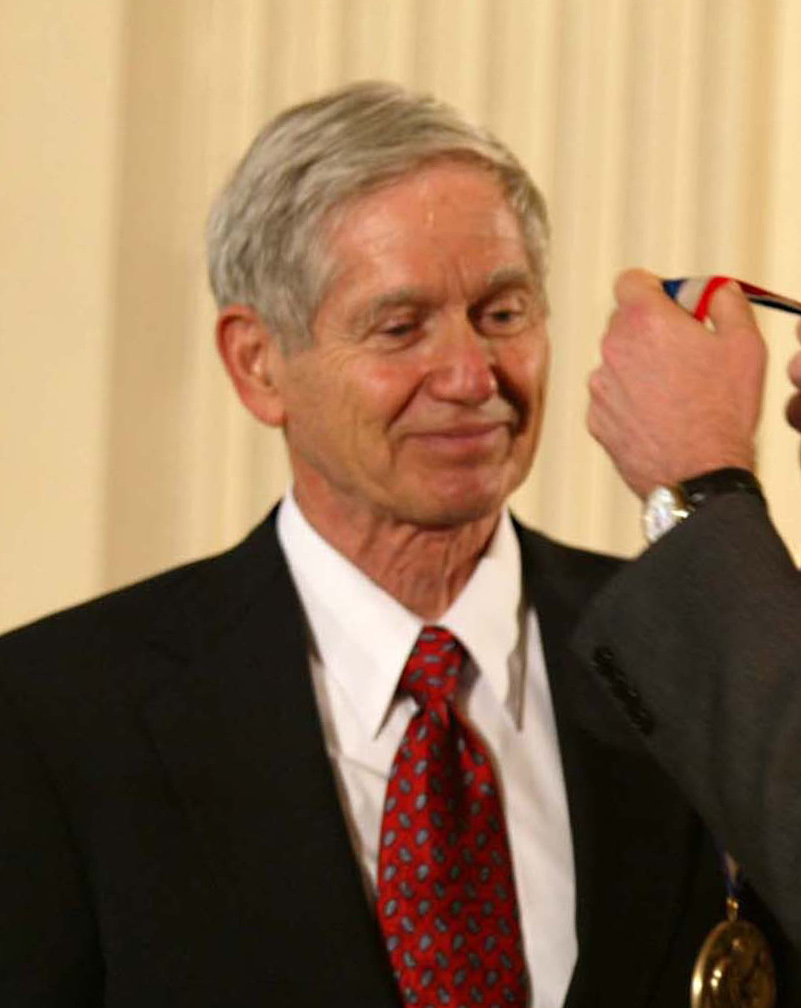
Charles David Keeling tilldelades National Medal of Science av president George W. Bush 2001.

Keelingkurvan är en graf som visar atmosfärens ökade halter av koldioxid. 
Den visar dels de naturliga säsongsvariationerna i koldioxidhalt i atmosfären och dels att halten koldioxid i atmosfären ökar år från år. De naturliga variationerna beror på att planeten "andas". När det är vår på norra halvklotet så växer växtligheten extra fort och binder då extra mycket koldioxid. Resultatet blir att halten koldioxid i atmosfären minskar, på liknande sätt som den minskar då människor och djur andas in. Denna "inandning" fortsätter under sommaren men när det blir höst på norra halvklotet så kommer istället en "utandning" så att koldioxidhalten ökar. Ökningen av halten beror på att förmultningen dominerar under hösten, och i den processen avges koldioxid. Klimatforskare använder sig av keelingkurvan för att förutsäga koldioxidhalterna i framtiden och därmed även jordens temperatur och klimat.
Keelingkurvan är döpt efter den amerikanska geokemisten och oceanografen Charles David Keeling (1928–2005), som var den som inledde mätningarna på toppen av berget Mauna Loa i Hawaii år 1958. Han var också den som först uppmärksammade världen på människans möjliga påverkan på växthuseffekten och på den globala uppvärmningen.
Många forskare menar att man, för att hålla den globala uppvärmningen på en säker nivå, bör hålla sig under 350 PPM, något som dock överskeds 1987.

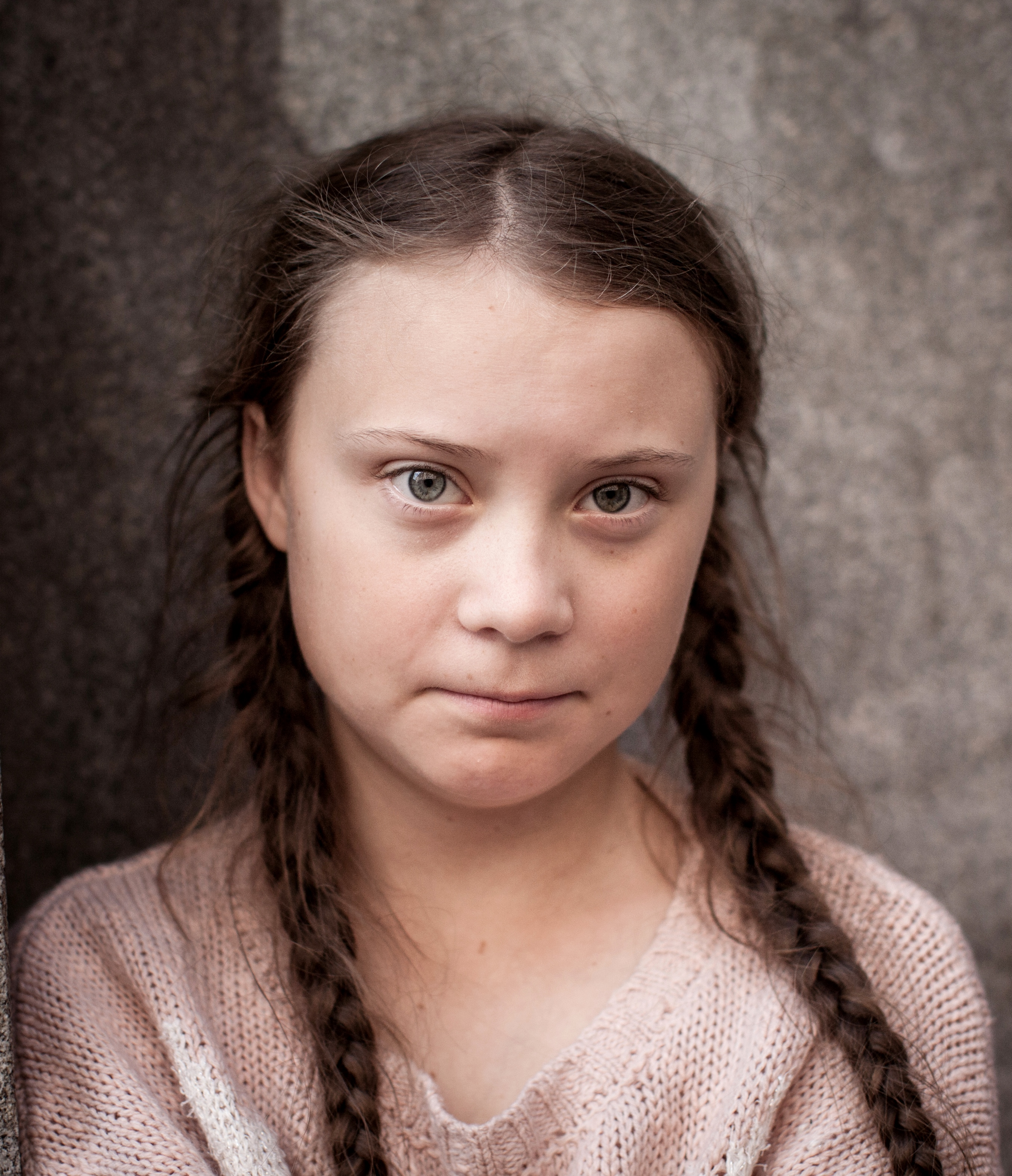
Greta Thunberg

Begreppet har populariserats av Greta Thunberg.